# Harkskär och Utvalnäs
Harkskär och Utvalnäs – miejscowość (tätort) w Szwecji, w regionie administracyjnym (län) Gävleborg, w gminie Gävle.
Według danych Szwedzkiego Urzędu Statystycznego liczba ludności wyniosła: 411 (31 grudnia 2015), 443 (31 grudnia 2018) i 453 (31 grudnia 2019).